# Marvin Camel
Marvin Camel (ur. 24 grudnia 1951 w Ronan) – amerykański bokser, jest Indianinem z plemienia Flathead w północno-zachodniej Montanie. Były mistrz federacji WBC oraz IBF w wadze junior ciężkiej.

## Kariera zawodowa
31 marca 1980 Marvin Camel pokonał w rewanżowej walce Mate Parlova (w pierwszym pojedynku padł remis) i zdobył pas WBC w nowo powstałej kategorii junior ciężkiej stając się pierwszym mistrzem tej kategorii wagowej. Stracił go już w pierwszej obronie z Portorykańczykiem Carlosem De Leónem. 13 grudnia 1983 sięgnął po pas IBF stając się pierwszym pięściarzem wagi junior ciężkiej który zdobył pasy dwóch federacji. Pas IBF stracił również w pierwszej obronie w pojedynku z Lee Roy Myrphym.

## Dalsza działalność
Po zakończeniu kariery bokserskiej w 1990 roku Marvin przeniósł się do Tavares na Florydzie, gdzie otworzył szkołę bokserską o nazwie The Unique boxing club.

## Wyróżnienia
W 2006 roku w 44. konwencji World Boxing Council prezydent WBC Jose Sulaiman nadał mu status honorowego mistrza.